# أوين جونز (جيولوجي)
أوين جونز (بالإنجليزية: Owen Thomas Jones)‏ (و. 1878 – 1967 م) هو جيولوجي، من المملكة المتحدة، وكان عضوًا في الجمعية الملكية، توفي عن عمر يناهز 89 عاماً.

## مناصب
تولى منصب قائمة رؤساء جمعية لندن الجيولوجية.

## التعليم
تعلم في كلية الثالوث، كامبريدج.

## مناصب وهيئات
أدار جامعة مانشستر، وجامعة كامبريدج.

## جوائز
حصل على جوائز منها:
- ميدالية ولاستون (1945)
- Lyell Medal [الإنجليزية]‏ (1926)
- قلادة ملكية
- زميل في الجمعية الملكية.